# Lluís Miquel i els 4 Z
Els 4 Z, rebatejat anys més tard com Lluís Miquel i els 4 Z, fou un grup musical valencià, creat pel cantant i empresari Lluís Miquel Campos, que va fer actuacions i enregistraments durant l'època franquista, amb un cert caràcter reivindicatiu, i que va patir repressió i prohibició per part del règim.

## Primera època, Els 4 Z
Campos va formar el grup Els 4 Z en 1962. Van formar part del grup en diferents moments: Lluís Miquel Campos, Ángel Arbizu, Alfredo Juan, Alfonso Juan, José Luís Berenguer, Juan Roberto González Gudino, Antonio José Rodríguez Sellés, Enrique Otero Hernández, Rafael Ruiz, Luis Miguel Benet Pablo, Ricardo González Gudino, José Luis Belenguer (àlies el Inca), Rafael Sánchez. Entre 1963 i 1967 va enregistrar quatre discs amb versions de temes francesos, cançons de Raimon i temes propis, el quart dels quals pràcticament no es va poder arribar a distribuir per problemes amb la censura. Cal destacar la cançó «Arbre», adaptada d'una cançó nord-americana amb lletra original, que va esdevenir emblemàtica de l'ambient d'oposició al franquisme a València.
En febrer de 1968 els components del grup van ser detinguts i posats a disposició judicial després d'una actuació al cinema Arts de València. Llavors els seus discos foren prohibits i les actuacions suspeses, per la qual cosa el grup va veure's abocat a dissoldre's a finals d'aquell mateix any.

## Segona època, Lluís Miquel i els 4 Z
El grup va reaparèixer a València el 1976, rebatejat amb el nom de Lluís Miquel i els 4 Z, amb una actuació al València Cinema. L'any següent, 1977, van publicar el seu primer LP Onze cançons i un adéu, on canten versions de cançons de Jacques Brel i de Gilbert Bécaud, a més de temes propis de temàtica cívica i crítica, alguns dels quals compostos a partir de poemes de poetes valencians, com Enric Soler, Ricard G.Gudino, Albert Garcia o Coloma Lleal.
El 1977 van tenir una actuació destacada a les Sis Hores de Canet, a més d'altres concerts, alguns dels quals a l'estranger, com a la Biennal de Venècia, Lisboa, Roma o Ginebra.

## Altres projectes
Lluís Miquel Campos, a més del seu estudi d'enregistrament i la seva tasca en el doblatge al valencià, va crear un altre grup de música, sense deixar els 4 Z, anomenat Pàtxinguer Z. Es tracta d'un grup de ball humorístic, amb el qual també va gravar tres discos, amb temes en català i en castellà.

## Discografia
Lluís Miquel i Els 4 Z han enregistrat els treballs següents:
- Lluny/ Per la nit/ No la canteu més/ Al vent (Els 4 Z). Edigsa, 1964
- El teu record/ No podré, no, oblidar (Els 4 Z) Edigsa, 1965
- L'arbre/ Si un dia vols/ Capri s'ha acabat (Els 4 Z) Edigsa, 1966
- (Títols desconeguts) (Els 4 Z) Edigsa, 1967
- Onze cançons i un adéu (Lluís Miquel i 4Z) EMI, 1977
- Silenci, gravem (Lluís Miquel amb Els 4 Z i Orquestra) Difusió Mediterrània, 1987. Doble àlbum enregistrat en directe al Teatre Principal de València.